# Parastega chionostigma
Parastega chionostigma är en fjärilsart som beskrevs av Walsingham 1911. Parastega chionostigma ingår i släktet Parastega och familjen stävmalar. Inga underarter finns listade i Catalogue of Life.